# Nick McCarthy
Pour les articles homonymes, voir MacCarthy.
Nick McCarthy (Nicholas Augustine McCarthy) est un musicien anglais né le 13 décembre 1974 à Blackpool, Angleterre. Il fut guitariste et claviériste dans le groupe écossais Franz Ferdinand.

## Biographie
Nick McCarthy est né à Blackpool, en Angleterre et a grandi près de Munich, en Bavière, en Allemagne.
Il a été formé classiquement en tant que pianiste et contrebassiste au Conservatoire de Munich.
Tout en résidant en Allemagne, M. McCarthy a été membre d'un groupe appelé Kamerakino. Il a également joué de la basse, violoncelle et luth arabe dans un groupe appelé Embryo, dont la musique est décrite comme une « fusion de jazz, rock et musique du monde ethnique ». Après des tournées internationales avec le groupe Embryo, McCarthy a décidé qu'il était temps de retourner au Royaume-Uni et, sur la suggestion d'un ami, a déménagé à Glasgow.
Là, McCarthy monte sur la scène culturelle underground en tant que membre du groupe de jazz Scatter, peu de temps après, il rencontre Alex Kapranos.

## Franz Ferdinand
McCarthy a rencontré le chanteur et co-guitariste Alex Kapranos lors d'une fête. McCarthy a suivi une formation classique au piano et contrebasse, mais il a d'abord été tenté de jouer de la batterie. Le trio rencontre Paul Thomson, qui avait joué de la batterie avec Yummy Fur. Avec l'ajout de Robert Hardy, le groupe est devenu Franz Ferdinand.

## Box Codax
Le 2 juillet 2005, McCarthy a épousé sa fiancée autrichienne Manuela Gernedel en Bavière, en Allemagne.
McCarthy et son ami de longue date Alexander Ragnew ont formé un groupe appelé Box Codax, et ont publié leurs deux premiers singles, "Boys and Girls" et "Naked Smile", sur le label The Thin Man (anciennement connu sous le nom Thin Man Records). Le premier album du groupe, «Only An Orchard Away» est sorti le 4 septembre 2006. La femme de McCarthy fait plusieurs apparitions sur l'album.
L'album est sorti sur le label Gomma Records et il est décrit comme «une collection de chansons souvent nostalgique, romantique et fantaisiste ».
La sortie du second album est prévu pour le début 2011, le site du label annonce les contributions de Mike Fraser, Metronomy, Munk, Joseph Mount, Telonius, Michael Parker, Paul Thomson.

## Sources
- (en) Cet article est partiellement ou en totalité issu de l’article de Wikipédia en anglais intitulé « Nicholas McCarthy » (voir la liste des auteurs).

1. ↑  « GOMMA    » New Box Codax Album out early 2011! », sur gomma.de (consulté le 26 septembre 2021).